# Codex Vindobonensis B 11093
Codex Vindobonensis B 11093 (kode til Østrigs Nationalbibliotek i Wien) er en anonym fægtebog på 46 sider, som udelukkende består af illustration og ingen tekst. Den stammer fra midten af 1400-tallet, og blev formentlig fremstillet i Sydtyskland. Den er blevet grupperet sammen med "Gladiatoria"-fægtemanualen, der danner en "Gladiatoria-gruppe" der adskiller sig fra den mere almindelige Johannes Liechtenauers skole.

## Yderligere læsning
- Streitberg, W., Die Gotische Bibel (Heidelberg, 1965)